# Cedar Bluffs (Nebraska)
Cedar Bluffs je selo u američkoj saveznoj državi Nebraska. Prema popisu stanovništva iz 2010. u njemu je živjelo 610 stanovnika.